# Gruppe für Rüstungsdienste
Die Gruppe für Rüstungsdienste war von 1964 bis 1995 ein Bereich des Eidgenössischen Militärdepartements (EMD; seit 1998: VBS) und damit Teil der Bundesverwaltung der Schweiz.

## Entstehungsgründe
Sie wurde als Konsequenz aus der Mirage-Affäre zwecks Entflechtung von militärischer Führung und Einkaufsmacht geschaffen. Die Vorgängerorganisation Kriegstechnische Abteilung (KTA) wurde aus der Armee ausgegliedert und die gesamte Beschaffung und Produktion von Armeematerial (Rüstungsbetriebe des Bundes) der neuen Gruppe für Rüstungsdienste (GRD) übertragen.
Zu den Regiebetrieben der GRD gehörten:
- Eidgenössische Munitionsfabrik Thun
- Eidgenössische Munitionsfabrik Altdorf (UR)
- Eidgenössische Konstruktionswerkstätte
- Eidgenössische Flugzeugwerk
- Eidgenössische Waffenfabrik Bern
- Pulverfabrik Wimmis
- Elektrizitätswerk Thun

## Aufteilung in armasuisse und RUAG
1996 erfolgte die Auslagerung der Produktionsbetriebe aus der GRD und die Umbenennung in Gruppe Rüstung, welche heute unter dem Namen armasuisse eine reine Beschaffungsorganisation innerhalb der Bundesverwaltung darstellt. Die Rüstungsbetriebe wurden 1999 unter dem Dach des halbstaatlichen Unternehmens RUAG Holding AG zusammengefasst.